# Poste
Pour les articles homonymes, voir Poste (homonymie).

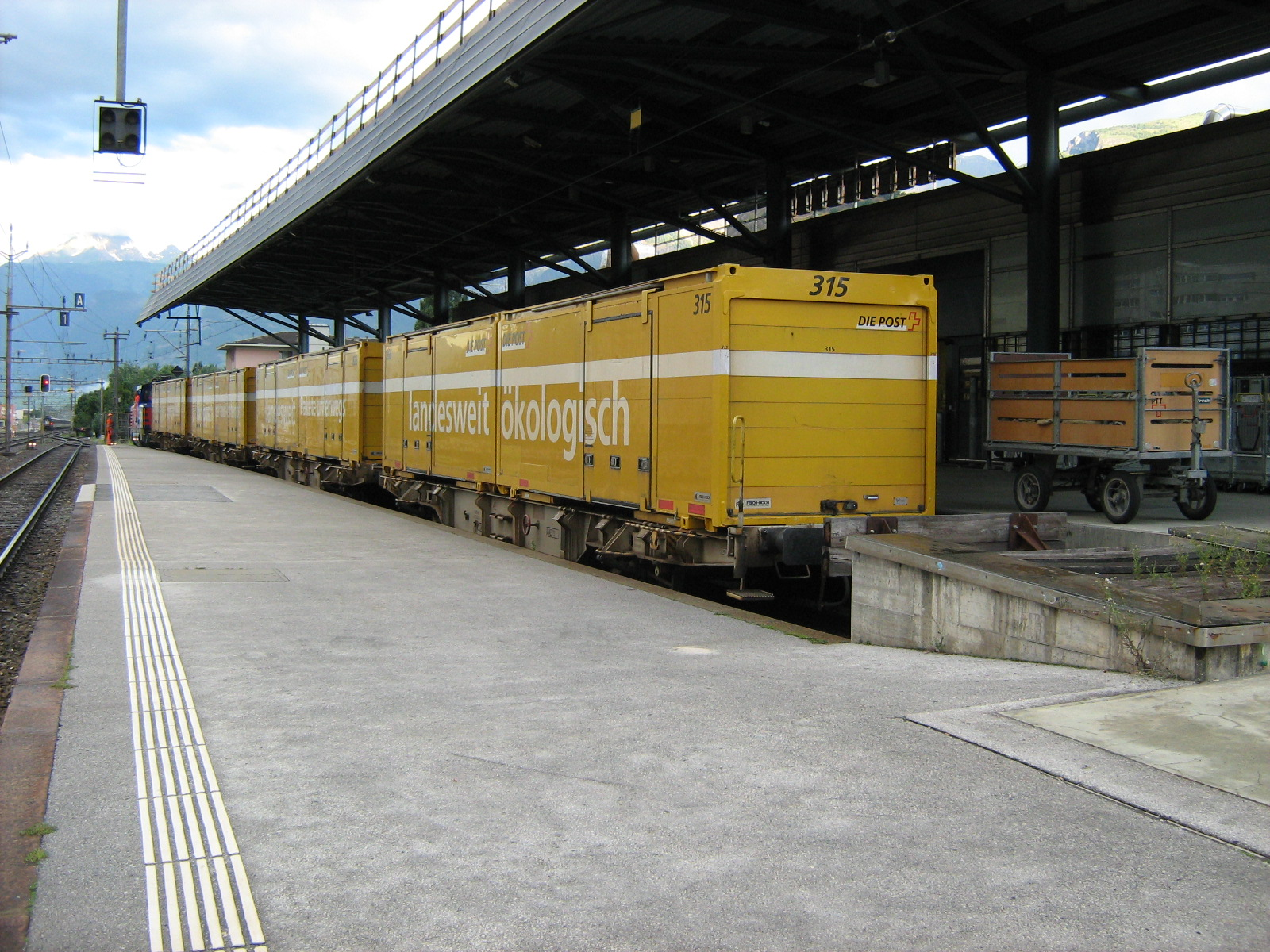
Fourgons postaux au centre de tri à Sion, en Suisse. Le courrier entre les villes régionales s'achemine par rail, puis est distribué par car postal, camion et vélo au niveau local.

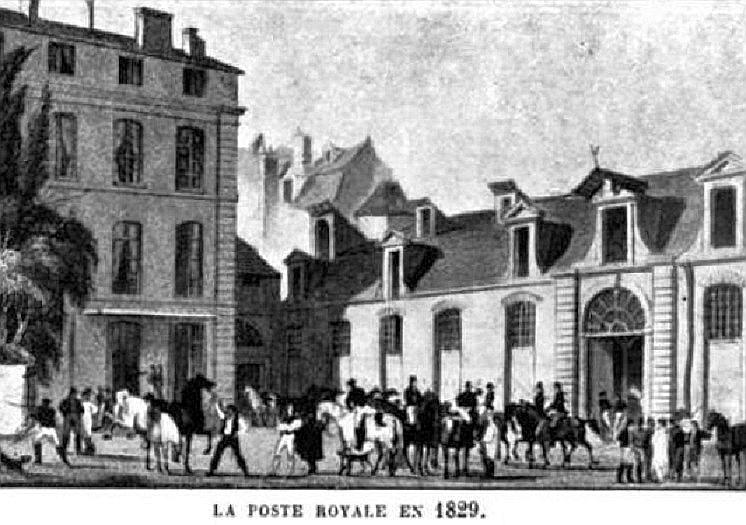
La poste royale française, v. 1820

La poste est le service, délivré par un opérateur postal, qui consiste à assurer le transport et la distribution de courrier : lettres, enveloppes et colis.
Un opérateur postal peut être privé ou public, bien que de nombreux États restreignent les systèmes postaux privés. Durant le XIXe siècle la majorité des opérateurs postaux ont été nationalisés et mis en situation de monopole. Depuis la fin du XXe siècle dans de nombreux pays développés le secteur postal a été ouvert à la concurrence.
Les opérateurs postaux ont souvent d'autres fonctions que le transports de courrier. Dans certains pays la poste supervise aussi la téléphonie ou propose des services bancaires à travers une banque postale.
Ces entreprises sont regroupées au sein de l'Union postale universelle.

## Étymologie
Le mot a été emprunté à l'italien posta, qui désignait à l'origine la place réservée, dans l'écurie d'un relais, à chaque cheval posté assurant le transport du courrier.
Dans le langage courant, la poste désigne dans chaque ville ou village, soit un bâtiment (le bureau de poste) où l'on porte et d'où l'on distribue toutes les lettres, les colis, les mandats, etc., soit le service quotidien du facteur qui fait sa tournée dans toutes les maisons.

## Histoire

### Origines
En dépit d'un poème égyptien du Nouvel Empire (entre 1550 et 1186 avant notre ère), unique témoignage connu de l'existence de courriers royaux dont l'organisation nous est par ailleurs inconnue, c'est généralement le fondateur de l'empire perse, Cyrus le Grand (VIe siècle avant notre ère), qui est crédité de la mise en place du premier service postal, appelé en grec angaréion,,. Le système a été repris par le général macédonien Antigone le Borgne (-382 à -301) ainsi qu'en Égypte sous la dynastie lagide (IVe siècle au Ier siècle). L'un des plus anciens documents relatant un service postal, essentiellement destiné au pharaon et à son ministre des finances, est un papyrus datant de -255. Celui-ci s'effectuait à pied, sur des distances considérables. Le service était si périlleux que les préposés léguaient fréquemment leurs biens à leurs enfants avant leur départ.
Le premier service postal bien documenté est celui de Rome. Organisé à l'époque d'Auguste (62 avant notre ère/14 de notre ère). Appelé cursus publicus, il était assuré par des voitures légères, les rhedæ tirées par des chevaux rapides ; en outre existait un autre service, plus lent, qui employait des chariots à deux roues, les birotæ, tirés par des bœufs. Ces services étaient réservés à la correspondance de l'État ; un autre service destiné aux citoyens fut créé par la suite.
Le nom d'origine italienne posta dérive du nom latin des stations, ou postes, où le courrier était distribué et où les itinéraires des messagers se croisaient, en latin posata ou pausata = lieu de repos, parce que c'est dans ces lieux que les messagers se reposaient au cours de leurs déplacements.
Vers le VIIe siècle sous le gouvernement du Califat musulman un service postal est créé, :

« Le courrier est acheminé au moyen de bateaux-poste, de méharis ou de mulets selon les pays, les dépêches transmises par pigeons voyageurs ou par signaux lumineux. Des relais ayant été installés aux frontières des Empires chinois et byzantin, le courrier était donc assuré plus rapidement qu'on ne le pense, entre l'Europe et la Chine »

« Entre Bagdad et les grandes villes qui l'entourent, Mossoul, Raqqa, Bassorah ou Koufa, l'aller et le retour s'effectuent dit-on en 24 heures. (…) Les bateaux-poste couvrent 180 kilomètres dans la journée. (…) Le télégraphe par signaux lumineux se pratiquait surtout dans l'Ouest de l'empire, une dépêche est transmise du Maroc à l'Égypte (3 500 km) en une nuit. La transmission par pigeons était très régulière : il en arrivait à toute heure aux colombiers qui venaient de tous les points de l'Empire. Les frais se payaient à l'arrivée. Ils n'avaient rien de prohibitif et constituaient un revenu régulier pour l'État. (…) Le Gouverneurs correspondaient avec la capitale par codes chiffrés »

.

### Poste de l'Empire mongol
Au XIIIe siècle, les Mongols s'inspirent du modèle chinois pour créer leur service postal, appelé yam, qu'ils déploient progressivement sur l'ensemble de leur territoire. Ce service reposait sur des dizaines de milliers de personnes, probablement plus de 200 000 chevaux et un réseau de communication de plus de 50 000 km à travers tout leur empire.

### Poste de l'Empire inca
Au XVIe siècle, les Incas utilisaient des messagers d'État agiles et hautement entraînés qui transportaient des présents royaux, des objets divers et des messages codés (systèmes de cordelettes, de couleurs et de nœuds), qu'ils délivraient dans tout l'empire Inca, principalement au service du Sapa Inca.
Pour porter les objets à livrer, ces messagers, sacrés, étaient équipés de qipi (hottes) que seuls les destinataires avaient le droit d'ouvrir (sous peine de mort pour les contrevenants) et d'une conque poutoutou pour s'annoncer ; ils se transmettaient les missions dans des relais de poste situés en général à une journée de marche les uns des autres et aux intersections des chemins incas,.

### Naissance d'une poste européenne

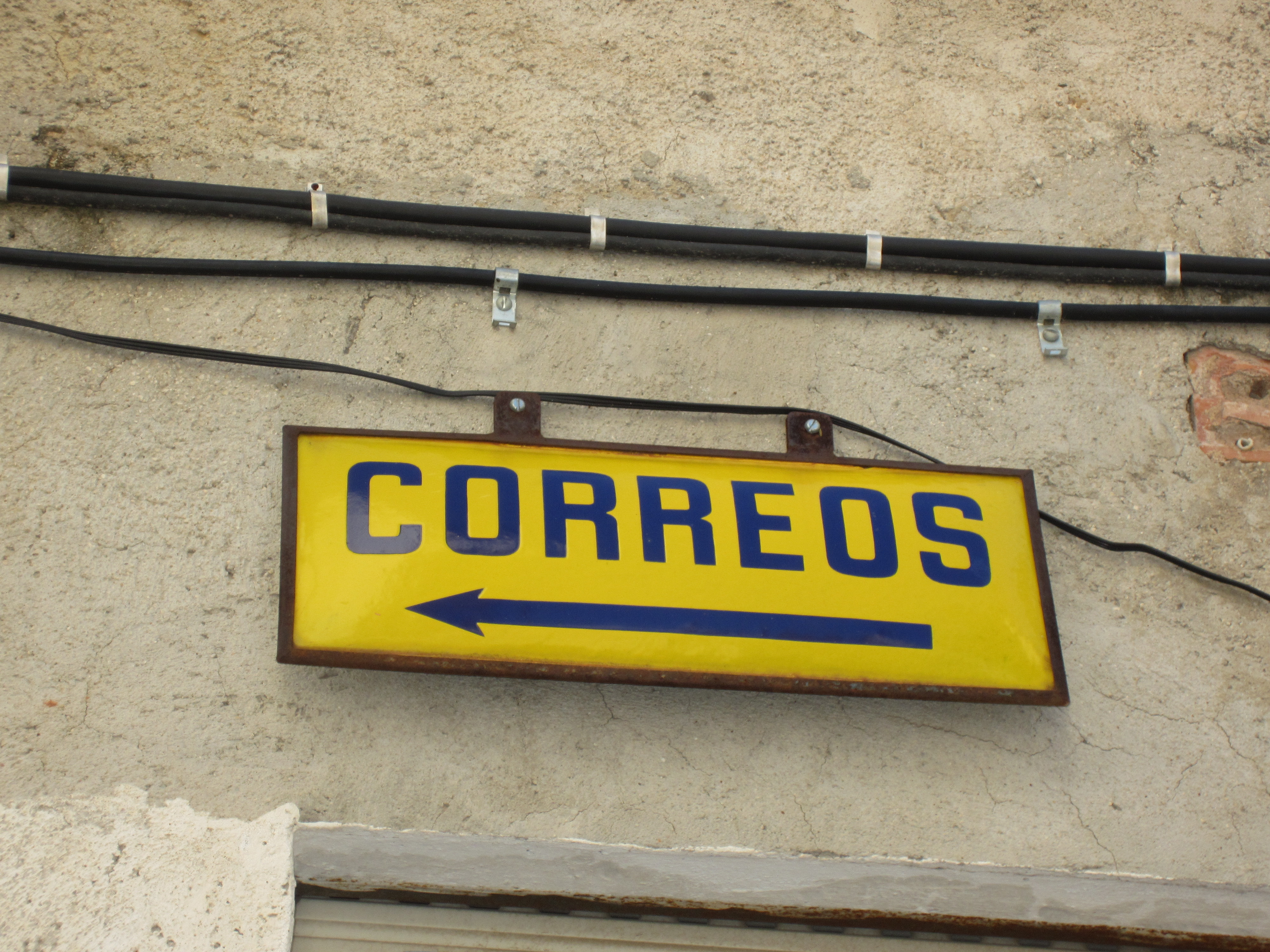
Ancienne affiche de poste à Benimantell, Alicante, Espagne

On peut faire remonter la notion de poste européenne au XIe siècle, l'affermissement du pouvoir royal lui permettant de s'inspirer du cursus publicus romain. Progressivement, le corps des chevaucheurs le long des voies royales remplace celui des messagers à pied, trop lents (la France tenait dans un losange de 22 journées de large et 19 de long). En 1150, l'université de Paris établit un réseau postal privé pour transporter des lettres mais aussi de l'argent collecté à destination des étudiants de province et de l'étranger. À la fin du XIIIe siècle, Omedeo Tasso (en 1650, la famille changera son nom en Thurn und Taxis), une famille originaire de Bergame en Italie, exploitait un service de courrier entre plusieurs villes de Lombardie. La famille participe au XIVe siècle à la création et direction de la Compagnia dei Corrieri della Serenissima (Compagnie des Courriers de la Sérénissime) à Venise.
Alors que se développent de petits réseaux postaux privés (messageries universitaires, communales, réseaux postaux des communautés religieuses, des banquiers et marchands), Louis XI met en place la première poste d'État. Il aurait créé sur le modèle italien le premier relais de poste aux chevaux tenu par un maître de poste par l'édit de Doullens du 19 juin 1464 (mais l'authenticité de ce document est considérée comme douteuse par de nombreux historiens, car le texte original n'a jamais été retrouvé, et sa première évocation ne remonte qu'à 1660 : en outre, celle-ci renferme plusieurs anachronismes,) et institue en 1479 la charge de « contrôleur général des chevaucheurs » affectée à la surveillance des routes postales. Le premier système régulier de relais sur les grandes routes de France est désormais en place, la messagerie royale met à disposition des postillons et chevaux « postés », c'est-à-dire des montures fraîches dans chaque maison de poste, permettant à une lettre de parcourir 400 km en 24 heures alors que les relais sont théoriquement distants de 4 ou 7 lieues, d'où les fameuses Bottes de sept lieues.
Lorsque Francesco Tasso, crée pour le pape une liaison entre Milan et Innsbruck (Autriche), il attire l'attention de Frédéric III, empereur du Saint-Empire romain germanique.[réf. nécessaire] En 1490[réf. nécessaire], après l'acquisition du Tyrol, Maximilien Ier, le fils de Frédéric III, décide de confier à Francesco et sa famille le monopole postal de l'Autriche aux Pays-Bas. Francesco devient François de Tassis et va s'installer à Malines pour gérer ce premier service de courrier européen.
En 1502 ou 1506, Philippe le Beau (petit-fils de Frédéric III et de Charles le Téméraire), devenu roi de Castille par son mariage avec Jeanne la Folle, nomme François de Tassis « capitaine et maître de nos postes ». Il lui octroie un traitement annuel de 12 000 livres pour transmettre, dans les délais fixés, les dépêches du gouvernement vers l'Allemagne, la France et l'Espagne.
François de Tassis établit alors des relais tous les 28 kilomètres, en moyenne. Ses messagers à cheval parcourent chacun une étape et doivent faire viser leur feuille de route par le courrier suivant qui y atteste avoir reçu la « boîte » contenant la correspondance. Les coûts d'un tel système sont cependant élevés, et le traitement annuel du maître des postes n'est pas payé régulièrement. Les Tassis vont donc mettre leur organisation au service des personnes privées, et par lettres patentes du 18 janvier 1506, Louis XII permet aux maîtres des postes de louer leurs chevaux et postillons au public pour « courir la poste », c'est-à-dire de se déplacer au galop de relais en relais. De plus, la famille de Tassis a le droit de porter tant le courrier gouvernemental, que le courrier privé dans tout le Saint-Empire romain germanique ainsi qu'en Espagne.
En 1512, l'empereur Maximilien I, qui a succédé à Frédéric III, anoblit la famille qui s'appellera désormais Taxis et contrôle virtuellement la totalité de la poste européenne à l'exception notable de la France, ce qui n'a rien d'étonnant puisque Charles Quint, qui a hérité du Saint-Empire et de la couronne d'Espagne, est en guerre avec le roi de France, François Ier.
En 1516, François est chargé, par Charles Quint, de créer un service spécial dont bénéficiera François 1er. En contrepartie de cette faveur, le roi de France laissera libre passage au courrier de Charles Quint vers l'Espagne. Ainsi, alors que les souverains européens se déchirent, les Tassis parcourent librement l'Europe.
En 1535, une ordonnance de Charles Quint permet aux Tassis de placer leurs postes à leur guise, le souverain les prenant sous sa sauvegarde. Diverses ordonnances confirment le monopole des maîtres de poste et fixent le salaire des courriers. D'après Ronald Coase la principale raison du monopole était d'empêcher la libre circulation de l'information et de permettre la censure des courriers.
Les Tassis créent et transportent des milliers de lettres officielles ou privées. Toutefois, outre les Postes royales dirigées par la famille Tassis, il existe des postes communales. Le monopole des Tassis ne s'applique en effet pas aux postes intérieures, et les postes communales, protégées par les échevins et magistrats qui se réservent le droit de les installer, se chargent des correspondances destinées à l'intérieur du pays et transportent bientôt la majeure partie du courrier pour l'intérieur.
Dès lors, une rivalité assez marquée se crée entre les grands maîtres des postes de la famille Tassis et les postes communales. Tous s'accordent cependant pour être sans pitié à l'égard des messagers clandestins empruntant les mêmes routes, s'arrêtent aux mêmes relais et vont jusqu'à sonner du cor avertisseur. Ceux qui « courent la poste » en dehors des postes communales ou royales s'exposent à de graves sanctions et même à des tortures comme la question.
Le réseau des maisons de poste se développe, comme l'atteste la publication par Charles Estienne en 1553 du Guide des chemins de France, premier guide des routes françaises et la première carte des routes de poste de Johannes Vermeermais en 1632 mais ces relais sont inégalement répartis. Henri IV, par l'édit du 8 mai 1597, favorise l'établissement de concessions de relais de chevaux de louage, de traite en traite, sur les routes secondaires et les chemins de traverse. Dès lors les autorités royales doivent réglementer la concurrence entre le surintendant général des Postes qui transporte le courrier par les chevaux de selle et le Général des chevaux de louage qui se charge des voyageurs mais aussi de leurs malles ainsi que des récoltes par des chevaux de harnais, chacun intégrant progressivement les activités de l'autre.
Guillaume Fouquet de La Varenne reçoit le droit, par lettres patentes du roi Henri IV du 16 novembre 1603, de créer un corps de courriers (ou « estafettes ») chargés de transporter aussi bien les correspondances administratives que privées : c'est la naissance officielle de la « poste aux lettres » (transport du courrier, se distinguant de la messagerie qui transporte les plis volumineux et les personnes) avec une administration organisée (maîtres de poste, courriers, commis chargés des relations avec les clients, notamment des destinataires des courriers qui doivent s'acquitter du prix de la lettre) qui détient le monopole postal.
En 1612, Lamoral de Tassis met en place des services de diligences qui transportent à la fois du courrier, des paquets et des voyageurs.
C'est sous le ministère de Colbert en 1664 que sont établies les chaises de poste.
L'organisation de la poste royale est supprimée sous Louis XIV au profit de la Ferme des postes créée en 1672 par son ministre Louvois qui en est le premier adjudicataire. Louis Pajot et Leon Rouillé exploitent la poste à Paris depuis l'Hôtel de la Poste (ancien Hôtel de Villeroy) rue des Déchargeurs. Cette nouvelle organisation achemine le courrier sur de longues distances mais ne le distribue pas dans la ville où il a été posté, ce service étant assuré par les domestiques ou des enfants interpellés dans la rue et rétribués à l'occasion. Avec le développement du commerce et la nécessité de correspondances rapides, sont créées des « petites postes » qui distribuent le courrier dans des boîtes aux lettres. Jean-Jacques Renouard de Villayer crée ce service à Paris en 1653 et imagine des billets de port-payé (remplaçant le port payé par le destinataire), précurseurs des timbres-poste mais, trop en avance sur son temps, son système disparaît. Piarron de Chamousset reprend en 1758 ce service de collecte et de distribution du courrier urbain, le modernise et met en place un corps de 200 facteurs reconnaissables à leur costume (habit noir et épée au côté) et qui annoncent leur passage au moyen d'une crécelle.
Pendant 355 années, les différentes branches de la famille von Thurn und Taxis vont contrôler des services postaux locaux et nationaux en Espagne, en Allemagne, en Autriche, en Italie, en Hongrie, aux Pays-Bas, en Belgique et au Luxembourg. À son apogée, la famille emploiera jusqu'à 20 000 personnes et plusieurs milliers de chevaux pour gérer une poste qui sera longtemps la plus performante d'Europe : au XVIIIe siècle le courrier entre Bruxelles et Innsbrück était assuré en 5 jours.
En 1724, sur ordre de l'empereur Charles VI[réf. nécessaire], les Thurn und Taxis déplacent le siège de leur Poste de Bruxelles vers Francfort-sur-le-Main. Le site sur lequel les chevaux du système de poste paissaient, connu sous le nom de Tour et Taxis, sera racheté près d'un siècle plus tard par la ville de Bruxelles.

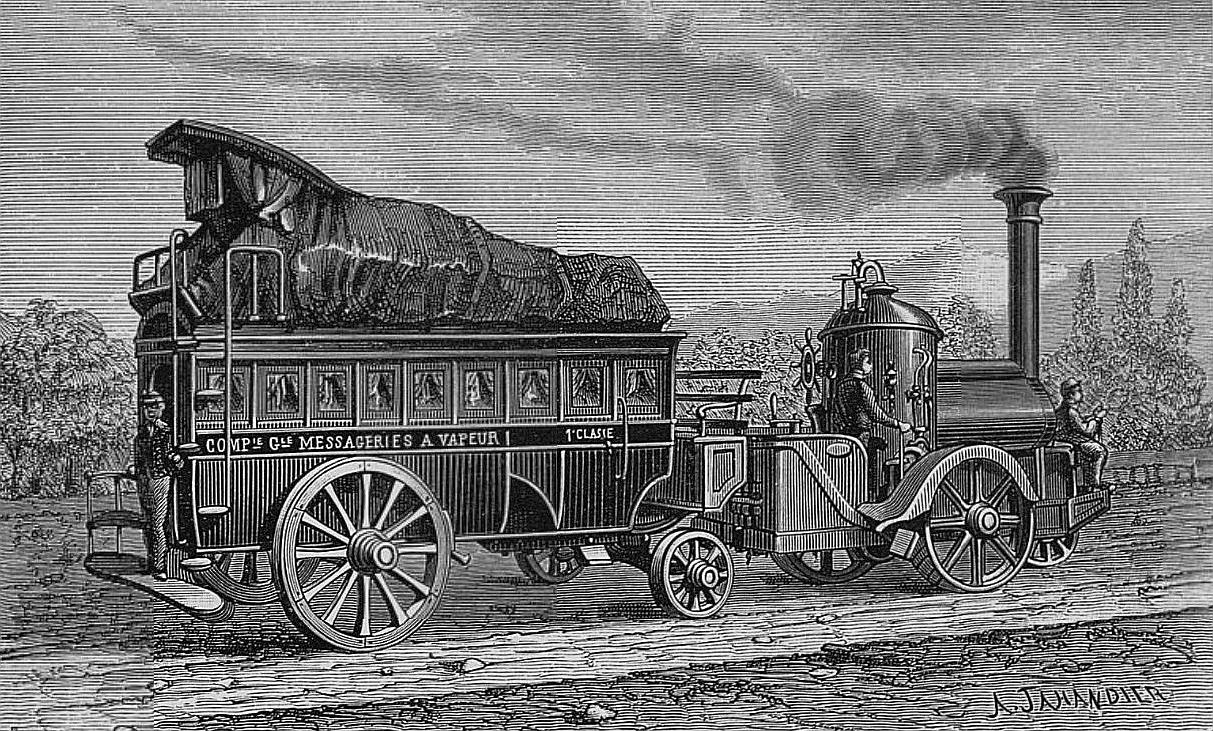
Voiture française des Messageries à vapeur, en 1867.

Le « courrier », monté sur le cheval portant le sac cylindrique (appelé « malle ») arrimé à l'arrière de la selle, laisse la place à la malle-charrette sous Louis XV et Louis XVI, puis à la malle-poste.
Le XIXe siècle voit le monopole postal des Thurn und Taxis s'étioler progressivement. Tout d'abord, du fait de la disparition de fait du Saint-Empire en 1806, les Thurn und Taxis ne gèrent plus qu'une entreprise privée qui verra ses intérêts s'opposer à ceux des nations modernes qui entendent contrôler un service public aussi essentiel dans un monde en expansion. Napoléon Ier, cause de la disparition du Saint-Empire sera aussi un des premiers à faire de la poste un service public à part entière. À partir de 1852 la famille von Thurn und Taxis émet des timbres-poste, mais leur dernier service postal est racheté et nationalisé par le gouvernement prussien en 1867, sous la direction de Heinrich von Stephan.

### Naissance de la poste moderne

#### États-Unis
Le Postal Service Act signé par le président George Washington le 20 février 1792 créa le United States Postal Service.
Alors que la population des États-Unis passe de 3,9 millions d'habitants en 1790 à 31,4 millions en 1860, le nombre de bureaux de postes progresse encore plus vite, passant de 75 à 28000. En 1828, il y en a 7530, qui emploient 29956 personnes, en comptant les divers fournisseurs. Les postiers au sens propre sont 8764 contre 6332 personnes employées dans l'armée américaine. En 1829, le président Andrew Jackson, défenseur revendiqué du monde rural et des nouveaux territoires au Sud et à l'Ouest des États-Unis, accorde la plus grande attention à William T. Barry, du Kentucky, qui devient le premier directeur des postes à entrer au cabinet du président.
Le général John McLean l'avait précédé à ce poste de 1823 à 1829. Populaire, il déclinera l'offre d'une candidature à la présidentielle de 1832. Originaire de l'Ohio, un autre état de la Frontière sauvage, il fut le premier à parler de "Post Office" et à se proclamer capable de battre tous les Pony Express (courrier), au nom de son idéal du "citoyen informé", mais il faudra attendre 1872 pour que ce soit un ministère à part entière.
En janvier 1835, le journaliste Amos Kendall, proche du président Andrew Jackson, devient directeur de la poste américaine. Le 2 juillet 1836, il est chargé de réaliser la Réforme postale, en pleine période d'intense spéculation sur le prix du coton, alors que le Journal of Commerce new yorkais, lu par les financiers, a son service privé de Pony Express (courrier). Le prix du courrier est abaissé et une livraison deux fois plus rapide offerte sur 4 axes, jusqu'à Saint-Louis (Missouri) et la Nouvelle Orléans, où la presse suit de près le marché du coton de Liverpool et dénonce les "spéculations de quelques-uns au détriment de beaucoup". La loi a été voulue par deux parlementaires proches du président Andrew Jackson, qui dénoncent les financiers urbains spéculant au détriment des cultivateurs. Amos Kendall souhaite protéger les journaux locaux du Sud et leur accorde divers privilèges postaux.
En 1845, les tarifs postaux prennent pour la première fois en compte le poids du message tandis qu'une loi du 2 mars 1863, en pleine Guerre de Sécession, créé un service universel sur tout le territoire, avec un tarif identique et égalitaire, afin de ne pas discriminer les habitants de l'Ouest et du Sud.
Deux présidents américains célèbres,  Abraham Lincoln et Harry Truman sont d'anciens maître des postes.
L'envoi de colis postaux de plus de quatre livres (environ 1,8 kg) et jusqu'à cinquante livres (environ 23 kg) a été possible à partir de 1913. la réglementation ne précisant pas la nature des colis autorisés, un certain nombre d'Américains en ont profité pour faire voyager leurs bébés ou jeunes enfants par colis postal à un coût nettement plus faible qu'un billet de train. Cette pratique, surnommée baby mail, a été interdite en 1915.

#### Royaume-Uni
En 1839 Rowland Hill réalise la Réforme postale au Royaume-Uni. Le prix du courrier est abaissé et le timbre postal qui permet un paiement anticipé est mis en place. Rowland Hill s'opposait au monopole postal qu'il jugeait inefficace et incapable d'innover.

#### France
La poste moderne française est née au XIXe siècle avec le développement des services financiers, du train postal, la création du mandat postal en 1817, la lettre recommandée (1829 pour Paris, 1844 pour la province).

### Développements récents
À partir de la fin du XXe siècle l'environnement commercial de la poste a beaucoup évolué. Selon les pays un certain nombre de changements dans le cadre institutionnel et l'organisation du marché ont eu lieu, simultanément ou progressivement, en particulier : la séparation d'avec les télécommunications, la séparation d'avec les activités bancaires, le passage d'une entreprise publique à une démarche commerciale, la création d'une société, la privatisation et la libéralisation partielle ou totale du marché. En même temps, les postes continuent de remplir la mission de service public universel leur étant assignée par les gouvernements.
Ainsi la Suède a totalement libéralisé le secteur en 1993, la Finlande en 1994, l'Argentine en 1997, la Nouvelle-Zélande en 1998, le Royaume-Uni et Israël en 2006, l'Allemagne en 2008, les Pays-Bas en 2009 et l'ensemble de l'Union européenne en 2011 à l'exception de la Grèce et du Luxembourg en 2013.
D'autres pays ont partiellement libéralisé le secteur postal comme le Canada, l'Australie, les Philippines (en 1973), la Malaisie (en 1975), l'Indonésie (en 1986), le Viêt Nam (en 1997), Singapour (en 2007) ou la Thaïlande (en 2012). Aux États-Unis le United States Postal Service conserve le monopole du marché pour la poste aux lettres, les périodiques, les colis en nombre et les envois publicitaires pour le dernier Mile et la concurrence se fait pour l'accès en amont (collecte, préparation, tri, acheminement, etc.).
Parallèlement plusieurs pays ont privatisé totalement l'opérateur postal historique ou ont ouvert le capital : les Pays-Bas en 1989, l'Allemagne avec Deutsche Post en 1995, la Malaisie et Singapour en 2003, la Belgique en 2005, l'Autriche avec Österreichische Post en 2006, le Japon en 2007, l'Indonésie en 2010, le Royaume-Uni (Royal Mail) et le Portugal (CTT Correios) en 2013 et l'Italie (Poste italiane) en 2014.
D'autres envisagent de le faire comme la Roumanie avec la Poste roumaine ou encore la Suisse et l'Australie.